# Chrysopogon splendidissimus
Chrysopogon splendidissimus là một loài ruồi trong họ Asilidae. Chrysopogon splendidissimus được Ricardo miêu tả năm 1912.